# Corb selvàtic oriental
La corb selvàtic oriental (Corvus levaillantii) és un ocell de la família dels còrvids (Corvidae).

## Hàbitat i distribució
Habita boscos, clars, terres de conreu i ciutats des del nord de l'Índia fins Myanmar i nord de Tailàndia.

## Taxonomia
Tradicionalment (i encara algunes classificacions) s'ha considerat que aquesta espècie és en realitat una subespècie de Corvus macrorhynchos. Actualment però a la classificació del Congrés Ornitològic Internacional versió 13.1 (2023) figura com una espècie de ple dret amb el nom anglès de "Eastern Jungle Crow" (corb selvàtic oriental).